# Helmuth Pirath
Helmuth Pirath est un photographe allemand, lauréat du prix World Press Photo of the Year 1956.

## La photo gagnante
La photo, en noir et blanc, représente les retrouvailles le 9 octobre 1955 de Karl Wawrzinek, prisonnier de guerre allemand, et de sa fille, Roswitha, âgée de onze ans, et qui n'avait pas vu son père depuis qu'elle avait un an. L'homme était retenu en Union soviétique depuis la Seconde Guerre mondiale.

## Récompenses et distinctions
- 1956 : World Press Photo of the Year[1]